# Pro hac vice

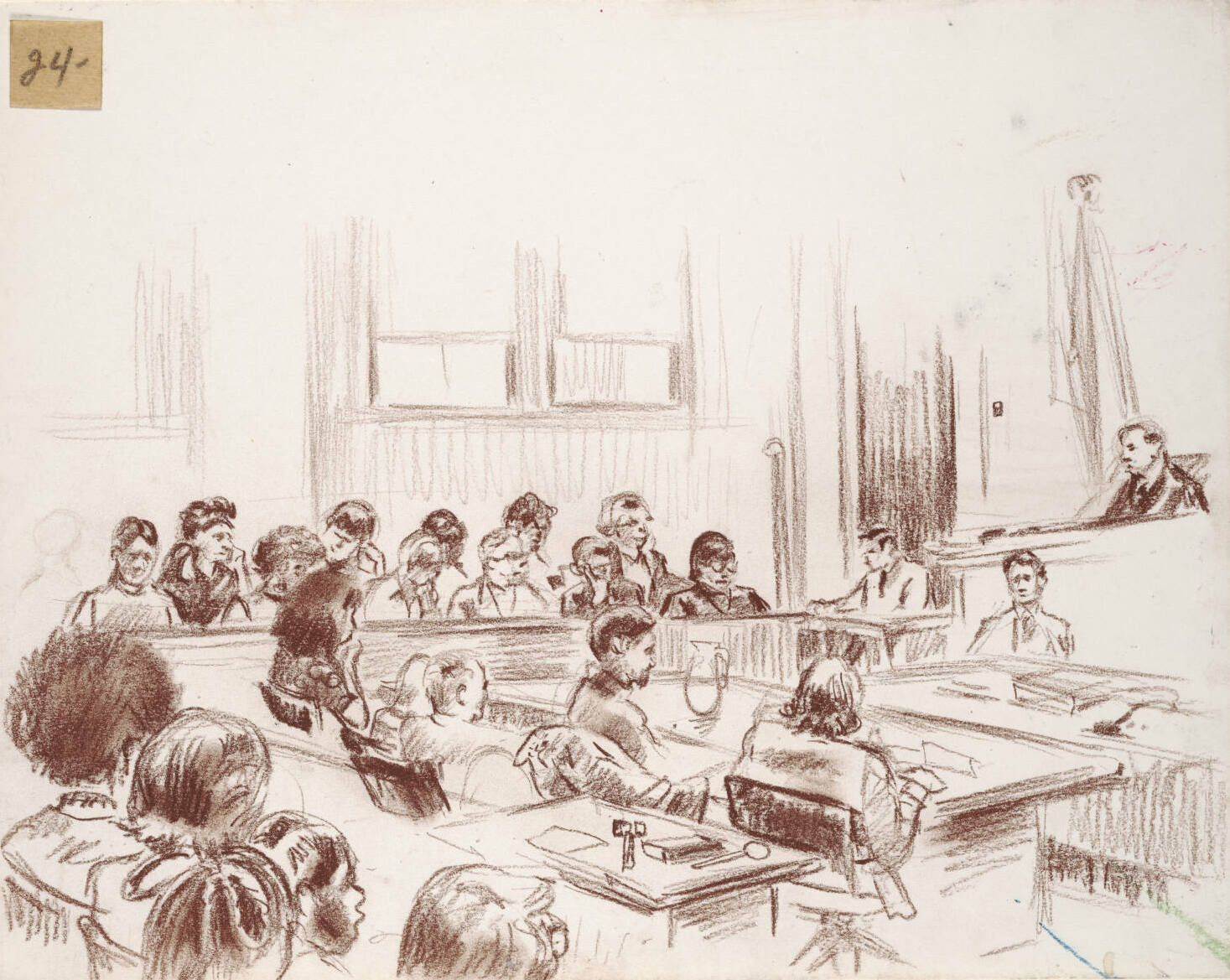
コモン・ローでは、ある法域において資格をもっていない弁護士が許可を受けて代理人業務を行うことを pro hac vice という

Pro hac vice (プロ ハック ヴィーチェ 英語: [proʊ hæk ˈviːtʃeɪ])とは、ラテン語で「今回限り」あるいは「本件限り」 (文字通りには、「この順番では」)の意味で、法律用語では一般に、あるコモン・ローの法域において、その法域では業務を行う資格を持っていない弁護士が、特定事件で業務を行うことをいう。 pro hac vice による許可はアメリカの法域ではすべてにおいて利用可能であるが、大陸法の法域では、法域をまたがる業務については一般により厳しい規制がある。

## 起源
pro hac vice による許可の原則は、1629年にイングランド民事訴訟裁判所で行われたものにまで遡る。アメリカではこの原則は、1735年、ジョン・ピーター・ゼンガーがニューヨーク州で名誉毀損で訴えられた裁判において、フィラデルフィアの弁護士アンドリュー・ハミルトンがゼンガーの弁護を行ったのが最初期のものとされる。1876年までに、アメリカではこの慣習は「一般的で統一的な」ものとなった。

## コモン・ロー法域における現代の運用
pro hac vice として法廷に立つ権利は必ずしも保障されているものではなく、米50州に対するアンケートでは「ほとんどの法域では pro hac vice の許可は抑制的に、ときどき使われるべきものとして意図している」ことが示されている。 一般に、資格を持っていないある法域において pro hac vice の適用を求める弁護士が、記録上の代理人として弁護を行えるようにするには、必ず具体的に裁判所の許可を求めなければならない。その地域の規則と手続きにもよるが、これは例えば、その特定事件において資格のない弁護士の代理人業務を許可するように、当該法域で資格のある弁護士から pro hac vice を求める動議によって実現される。ほとんどの法域では、pro hac vice で代理人業務を行う弁護士は、その法域で資格のある弁護士(「ローカルカウンセル」と呼ばれる)と連携して業務を継続しなければならないが、当該事件についてローカルカウンセルに求められる、あるいは期待される関与の度合いにはかなりの幅がある。ローカルカウンセルが文書にサインし出廷も求められる裁判所もあれば、pro hac vice の代理人により高い独立性を認める裁判所もある。
動議に加え、法域外弁護士は通常は裁判所に対して、現地の弁護士会から優良状態法人の一員であることの声明の提出を求められ、裁判所または現地弁護士会に少額の手数料の支払いもある。例えばアメリカ合衆国デラウェア州連邦地裁では年間25ドルの費用が、同ニューヨーク南地区連邦地裁では pro hac vice 許可動議1回につき200ドルの費用が課せられる。 

## その他の用法
海事法においては、 裸用船契約の場合は船主はpro hac vice の有限責任であるとみなされるのに対して、定期用船契約もしくは航海用船契約の場合にはそうみなされない。
この表現はカトリック教会でも使われていて、名義司教が、司教から大司教の位階になる際にも用いられる。同様に、助祭枢機卿が司祭枢機卿に昇格する際に、通常は彼が名義助祭職をもつことになる。この助祭職が、名義教会の階位が pro hac vice に(本件に限り)上がる、と言われる。 名義教区または名義助祭が pro hac vice に一旦上がったのち、元の位階に戻る際は、教会の文書では pro illa vice という語が用いられる。